# First Fleet
Pour les articles homonymes, voir 1re flotte.

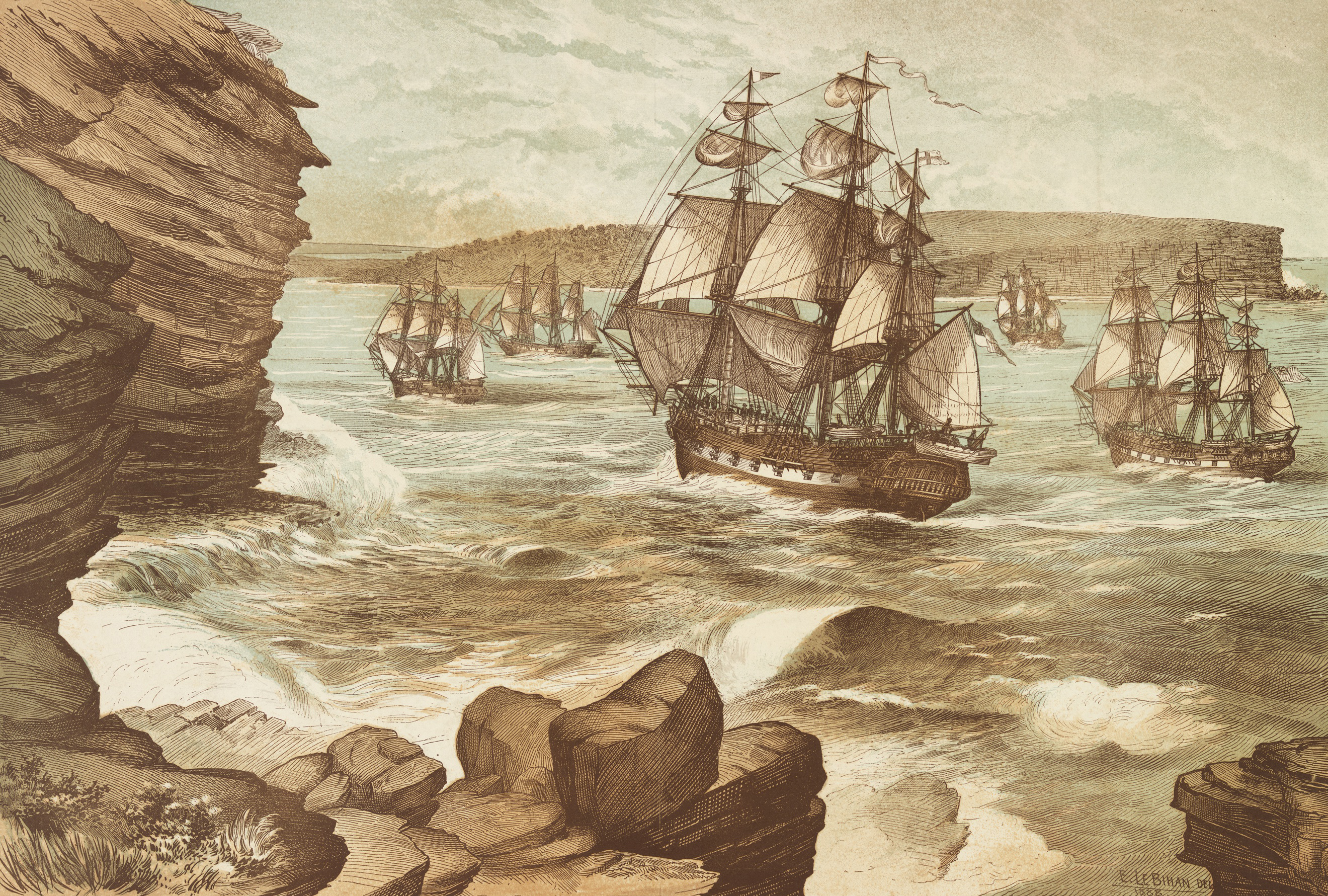
La First Fleet entrant dans Port Jackson le 26 janvier 1788, par E. Le Bihan.

First Fleet (« Première flotte ») est le nom donné aux onze premiers navires britanniques qui, en mai 1787, partirent en Australie établir la première colonie européenne en Nouvelle-Galles du Sud. La colonie fut un établissement pénitentiaire et marqua les débuts de la déportation de bagnards en Australie. Les bateaux étaient sous l'autorité du capitaine (plus tard amiral) Arthur Phillip.

## Les membres de la First Fleet
Le nombre des participants directement impliqués dans ce convoi « First Fleet » ne sera probablement jamais connu, en particulier parce que toutes les relations de cet évènement donnent leurs propres chiffres. Gillen, donne le chiffrage suivant :
Embarqués à Portsmouth
- Officiers et passagers : 15
- Équipage des navires : 323
- Soldats (Marines) : 247
- Femmes et enfants des marines : 46
- Bagnards (hommes) : 582
- Bagnards (femmes) : 193
- Enfants de bagnards : 14
- Total des embarqués : 1 420

Débarqués à Port Jackson
- Officiers et passagers : 14
- Équipage des navires : 306
- Soldats (Marines) : 245
- Femmes et enfants des marines : 54
- Bagnards (hommes) : 543
- Bagnards (femmes) : 189
- Enfants de bagnards : 22
- Total des débarqués : 1 373

Durant le voyage, on a compté 22 naissances (13 garçons et 9 filles) et 69 décès, désertions ou mises à terre (61 hommes et 8 femmes).
Il est aussi possible que le total soit sous-évalué de 110, pour les marins, car les rôles d'équipage pour les six transports et les trois cargos ne sont pas parvenus jusqu'à nous.

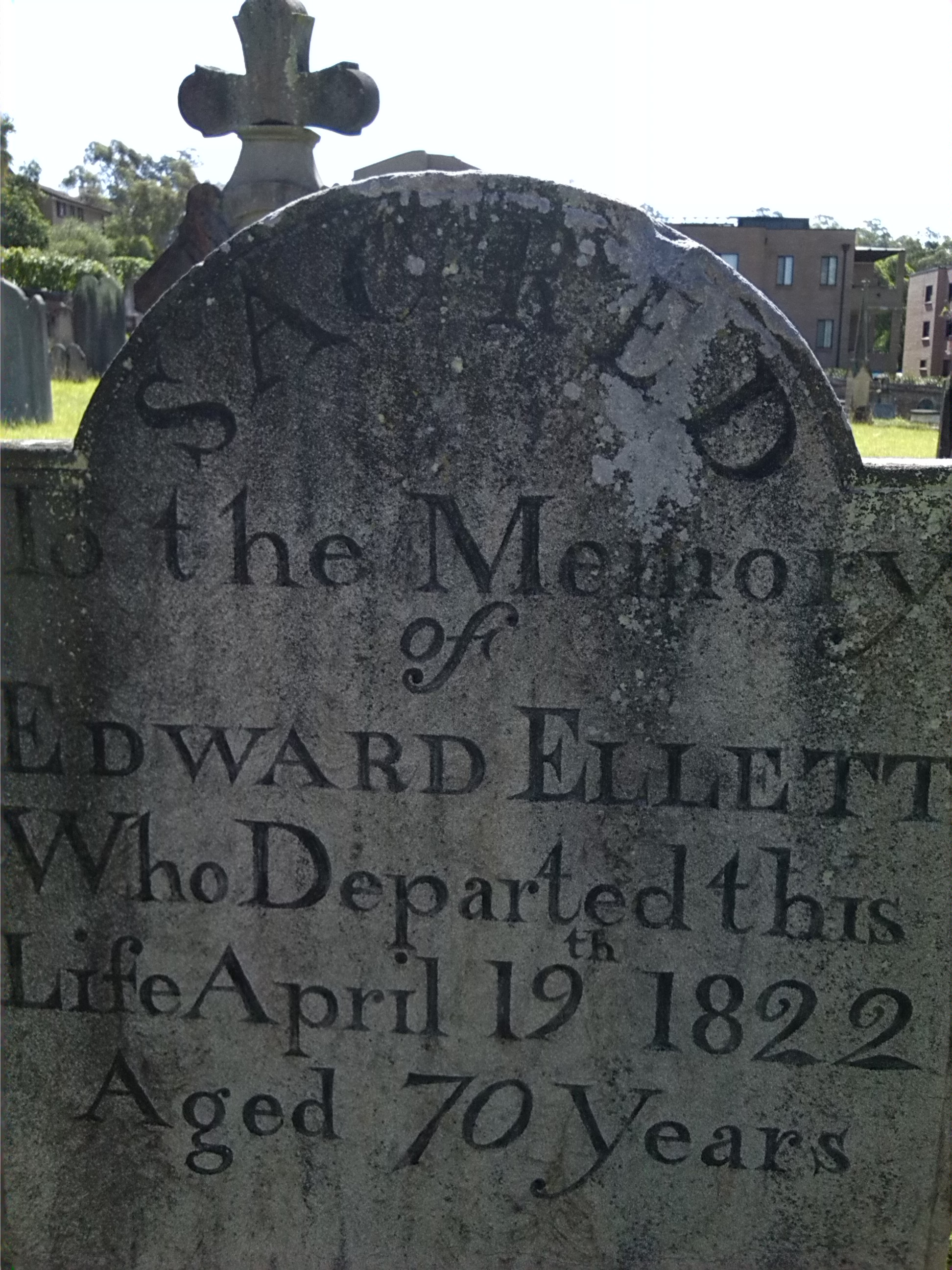
Pierre tombale d'une des personnes arrivées par la First Fleet.

## Les préparatifs du voyage
La décision de déporter des condamnés à Botany Bay fut prise par le gouvernement britannique le 18 août 1786, et la responsabilité de l'organisation et le choix des officiers relevèrent du ministre de l'Intérieur, lord Sydney et son assistant Evan Nepean. Les préparatifs pour obtenir navires, bagnards, gardiens et provisions commencèrent peu après. À cette époque, les cinq pontons-prisons en service contenaient environ 1 300 hommes ; des bagnards choisis, quelques femmes purgeant leur peine dans des prisons locales, furent transférés sur le ponton Dunkirk à Plymouth et à la Nouvelle Prison à Southwark. La date de départ avait été fixée pour octobre, mais il y eut une série de retards. Le St. James's Chronicle commenta en mi-avril 1787 que « aussi étrange que cela puisse paraître, nous sommes parfaitement au courant que les convois pour Botany Bay ne sont pas encore partis. »
En octobre 1787, plus de 200 marines s'étant déjà portés volontaires pour une affectation à Botany Bay, le major Robert Ross (en) fut nommé à leur tête. Le commandement de l'expédition, du navire HMS Sirius et, par la suite, le gouvernorat de la colonie, fut accordé au capitaine Arthur Phillip, dont le premier lord de l'Amirauté disait : « Le peu que je sais sur lui ne m'aurait pas incité à le choisir. »
Les navires destinés aux déportés, dont deux anciens négriers réquisitionnés par la Royal Navy, furent adaptés avec de fortes barres sur les écoutilles entre les ponts, ainsi qu'une palissade pour séparer les bagnards de l'équipage, des armes à feu et des munitions. Les réserves chargées à bord comprenaient de la farine, des pois, du riz, du beurre, de la viande de bœuf, du porc salé, du pain, de la soupe, du fromage, de l'eau et de la bière. Bois et charbon pour combustible. Il y avait aussi des perles de verre, des miroirs et d'autres cadeaux pour les aborigènes, des tentes (où les déportés vivraient jusqu'à l'installation dans des baraques), des charrettes, des brouettes, de la poudre à canon, du mobilier démontable pour le gouverneur, des instruments scientifiques, papier, cordes, vaisselle, vitres (pour les fenêtres du gouverneur), bois précoupé, du matériel de cuisine (même des fours complets en fonte), armes diverses, etc. À côté de cela, on trouvait aussi du matériel agricole, des semences, de l'alcool, des fournitures médicales (pansements, instruments chirurgicaux), menottes, chaînes et fers. Les pièces détachées d'une maison préfabriquée, pour le gouverneur, furent aussi chargées dans les cales de l'un des navires. Cinq mille briques et des milliers de clous furent embarqués. Comme l'expédition devait s'installer dans un territoire quasi inexploré, elle devait apporter assez de provisions pour survivre jusqu'à ce que l'exploitation des ressources locales permettent d'atteindre l'autosuffisance alimentaire, en admettant que cela soit possible.
Les bagnards furent embarqués sur les navires depuis les pontons et les prisons, sans tenir compte de leur santé physique ou de leurs compétences nécessaires en vue de la création de la nouvelle colonie. Les premiers arrivés embarquèrent à Woolwich et Gravesend au début du mois de janvier, et d'autres bagnards furent amenés à bord tout au long des trois mois suivants. Les navires se dirigèrent progressivement vers Portsmouth ; les derniers prisonniers y furent embarqués le jour où la flotte fit voile. Ils prirent la Manche le 13 mai 1787.

## Le voyage
Les sentiments des déportés et des soldats devaient se partager entre peur et appréhension au moment du départ. Ils s'embarquaient pour le plus long des voyages jamais réalisé par un groupe aussi nombreux, se dirigeaient vers une destination peu connue des Européens, et dont on ignorait si elle était propice à la colonisation. Peu d'entre eux pouvaient espérer revoir un jour l'Angleterre, leur famille et leurs amis.
Quand la mer était belle, les bagnards étaient autorisés à monter sur le pont, à condition que la terre ne soit pas en vue. Les bagnards, donc, ne virent pas la terre pendant 9 mois, de leur embarquement en Angleterre jusqu'à leur débarquement en Nouvelle-Galles du Sud.
Le 3 juin 1787 la flotte jeta l'ancre à Santa Cruz de Tenerife. On y embarqua de l'eau, des légumes et de la viande. Phillip et ses officiers furent reçus par le gouverneur local, et un bagnard tenta de s'évader, sans succès. Le 10 juin ils appareillèrent pour Rio de Janeiro, profitant des alizés et des courants marins.
Le temps devint très chaud et humide sous les tropiques. La vermine — rats, punaises, poux, cafards et puces — tourmenta les bagnards, les officiers et les marins. L'eau des sentines devint corrompue et son odeur, insupportable, surtout pour les déportés enfermés à fond de cale. Sur le Alexander (en), certains bagnards tombèrent malades et moururent. Les tempêtes tropicales empêchèrent les déportés de monter sur le pont, les forçant à rester en bas, dans les cales sales et exigües. Sur les navires transportant des femmes, la séparation entre les prisonnières, l'équipage et les marins ne fut que théorique. Il en résulta quelques naissances. Dans les zones de calme plat, Arthur Phillip dut limiter la consommation d'eau à trois pintes par jour dans la zone de convergence intertropicale.
La flotte arriva à Rio de Janeiro le 5 août et y resta un mois. Les coques des navires furent nettoyées, les réserves d'eau reconstituées ; on procéda à des réparations, et Arthur Phillip commanda beaucoup de vivres. Les vêtements des prisonnières, infestés de poux, furent brûlés, et les femmes reçurent de nouveaux vêtements confectionnés à partir de sacs de riz. Les officiers visitèrent la ville, assistant à des réceptions données par les habitants. Un bagnard et un marin furent punis pour avoir fabriqué de la fausse monnaie à partir de cuillers en étain et de vieilles boucles.
Ils quittèrent Rio le 3 septembre et, profitant des alizés, firent voile vers le cap de Bonne-Espérance, où ils mouillèrent à la mi-octobre. Les prisonnières du Friendship (en) furent transférées sur d'autres bateaux de la flotte pour faire de la place à du bétail acheté au Cap. Du bœuf et du mouton, du pain et des légumes furent donnés aux déportés afin de les remettre en état pour la suite du voyage. La colonie hollandaise du Cap fut le dernier établissement européen que les membres de la flotte purent contempler avant des années, voire la fin de leur vie. « Devant eux s'étendait l'énorme, désolant vide des océans Indien et du Sud, et au-delà, rien d'imaginable. »
Poussés par les vents tempétueux des 40e rugissants, la flotte lourdement chargée entreprit de labourer des eaux agitées. Une violente tempête, rencontrée alors qu'ils avaient doublé la pointe de Van Diemen's Land pour faire voile vers le nord, causa des dommages aux voiles et mâtures de plusieurs bâtiments.
Le commandant Arthur Phillip passa sur le Supply (en) en novembre. Avec l’Alexander, le Friendship et le Scarborough (en), les bateaux les plus rapides de la flotte — transportant le plus de bagnards —, il pensait devancer les autres, choisir l'endroit adéquat, trouver de l'eau, préparer le terrain et peut-être construire quelques huttes et autres structures avant l'arrivée du reste de la flotte. Cependant, cette « escadrille rapide » n'arriva à Botany Bay que quelques heures avant les autres navires, aussi aucun des travaux d'aménagement ne put être réalisé. Le Supply arriva le 18 janvier 1788, les trois autres navires du groupe de tête le 19 janvier, et les navires plus lents, dont le Sirius, le 20 janvier.
Ce fut l'un des voyages maritimes les plus longs de l'histoire. Onze navires transportant 1 400 personnes et des vivres avaient voyagé durant 252 jours et 24 000 km sans perdre un seul bateau. Quarante-huit personnes étaient mortes pendant le voyage, soit un taux de mortalité d'un peu plus de trois pour cent (3 %). Étant donné les privations du voyage, les problèmes de navigation, sa mauvaise organisation, la piètre condition et la faible expérience des bagnards, le savoir médical limité, le manque de précautions contre le scorbut, l’exiguïté et le mauvais état des navires et les outils inadéquats, ce fut un exploit remarquable.
Il fut bientôt évident que Botany Bay n'était pas à la hauteur des éloges du capitaine James Cook en 1770. La baie était trop ouverte et non protégée, l'eau douce, rare, et la terre, pauvre. Un premier contact entre les nouveaux venus et la tribu d'aborigènes de la région, les Eora, eut lieu ; ces derniers se montrèrent curieux mais méfiants. Les environs offraient nombre d'arbres très massifs : quand les bagnards essayèrent de les couper, leurs outils se cassèrent et ils durent faire sauter les troncs à la poudre à canon. Les huttes primitives, construites pour les officiers, ne résistèrent pas aux tempêtes. Les soldats avaient l'habitude de se saouler et de laisser les bagnards sans surveillance, pendant que leur prétentieux commandant, le major Robert Ross faisait damner Phillip avec son attitude arrogante mâtinée de fainéantise. Phillip s'inquiétait surtout de l'exposition de sa petite colonie aux attaques des aborigènes ou des puissances étrangères.

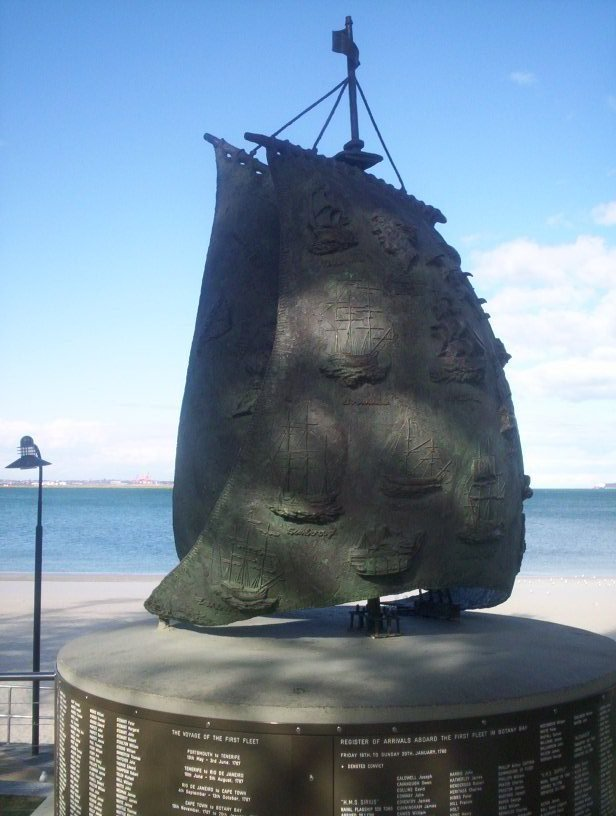
Le monument inauguré à Botany Bay en honneur du First Fleet. Les noms de tous les membres de la flotte y sont gravés.

Le 21 janvier, deux jours après son arrivée à Botany Bay, Phillip, avec un groupe d'hommes au nombre desquels on trouvait John Hunter, partit de la baie avec trois petits bateaux pour explorer d'autres baies au nord. Ils trouvèrent rapidement ce qu'ils cherchaient, et retournèrent le 23 janvier décrivant une rade, plus au nord, avec des mouillages sûrs, de l'eau douce et un sol fertile. Les impressions de Phillip sur cette rade furent notées dans une lettre qu'il envoya plus tard en Angleterre. Il y écrivit : « […] le meilleur port du monde, dans lequel mille voiles pourraient se mettre en parfaite sécurité […] ». C'était Port Jackson, que Cook avait vu et nommé, mais où il n'était jamais entré. La décision fut prise : le groupe y déménagea.
À leur grande surprise, ils virent deux navires français apparaître et entrer dans Botany Bay. C'était l'expédition scientifique de Jean-François de La Pérouse. Le petit groupe de Français resta jusqu'au 10 mars, mais ne rentra jamais en France à cause de son naufrage, lequel entraîna la mort de tout l'équipage, près de l'île de Vanikoro dans les Nouvelles-Hébrides (aujourd'hui Vanuatu).
Le 26 janvier 1788, la Première Flotte appareilla pour atteindre Port Jackson le soir même. L'endroit choisi pour le mouillage offrait des fonds de bonne profondeur près du rivage ; et un petit ruisseau venait s'y jeter. Arthur Phillip lui donna le nom de baie de Sydney, en hommage à lord Sydney, ministre de l'Intérieur. Ce jour est aujourd'hui la date de la fête nationale australienne (Australia Day). Il est considéré comme « le jour de l'invasion » par certains aborigènes.

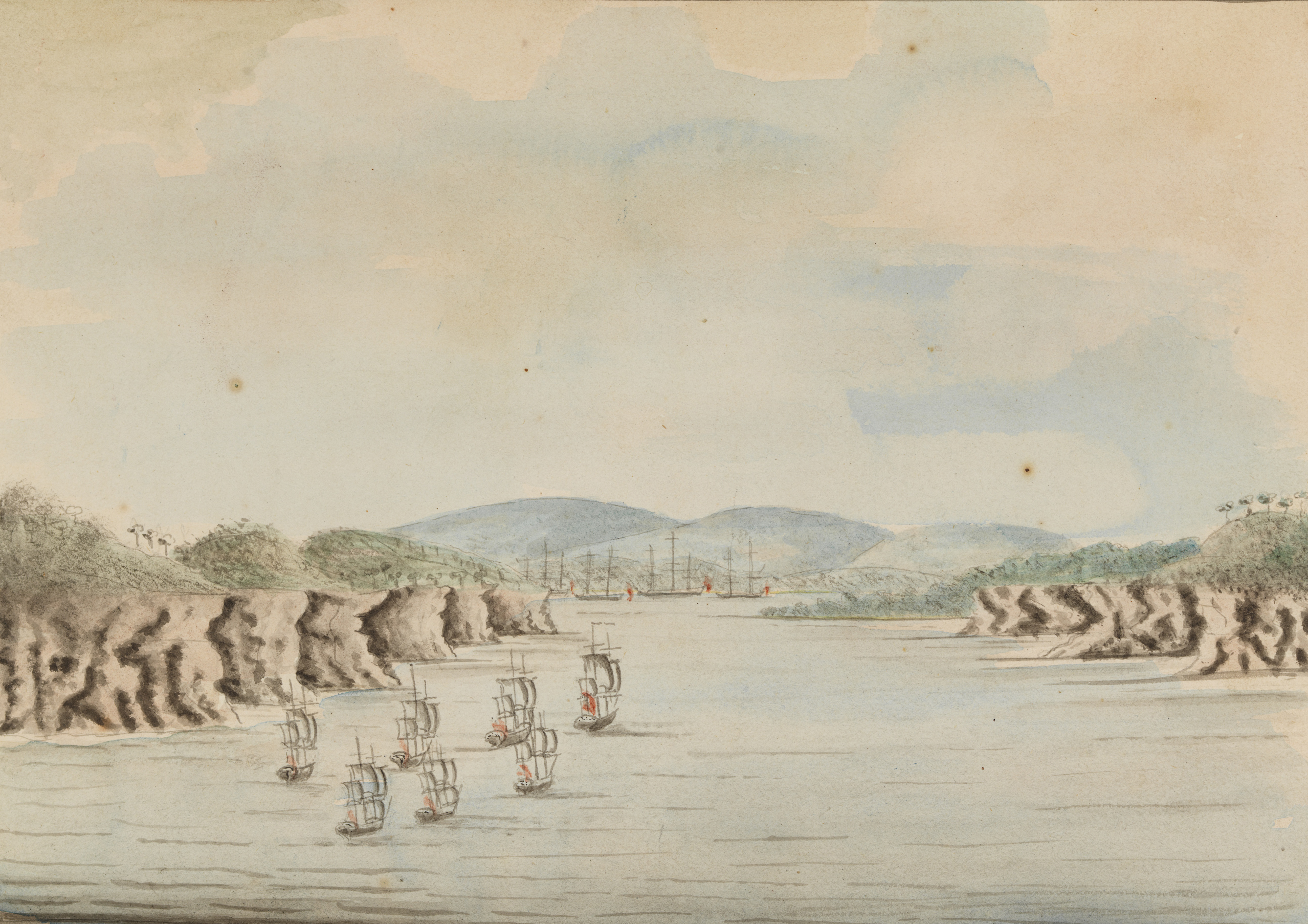
Botany Bay. Le Sirius & le Convoi, 21 janvier 1788, aquarelle extraite du Journal "Un Voyage vers la New South Wales", William Bradley (1802).

Les premiers colons s'établirent sur la côte ouest de la baie et y édifièrent des maisons de grès, qui donna ainsi son nom au plus ancien quartier de la ville, The Rocks.
Les premiers temps furent marqués par une mortalité importante parmi les arrivants en Nouvelle-Galles du Sud, surnommés « les années de famine » (the famine years), principalement causé par le manque de compétences en agriculture, la mauvaise qualité des outils et les faibles quantités de nourriture disponibles.
Ces premiers Européens ne savaient pas qu'ils devraient attendre deux ans et demi avant de voir arriver d'autres navires, apportant leur cargaison de vivres et de nouveaux déportés. C'étaient le Lady Juliana, le navire-entrepôt le Justinian (en) et trois autres bateaux, les Surprize (en), Neptune (en) et Scarborough, de la lugubre Second Fleet.

## Les navires de la flotte
Il y avait onze navires.
Navires d'escorte

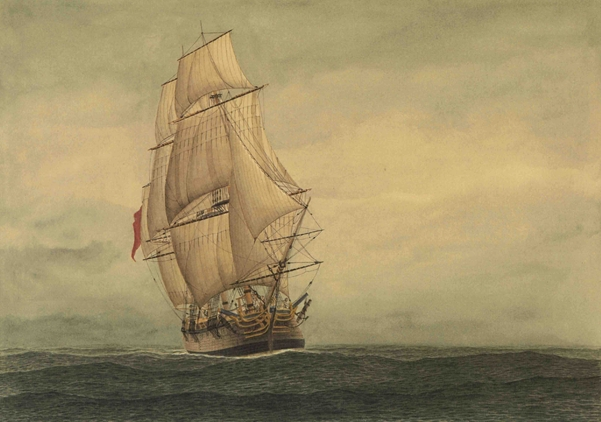
Le Lady Penrhyn.

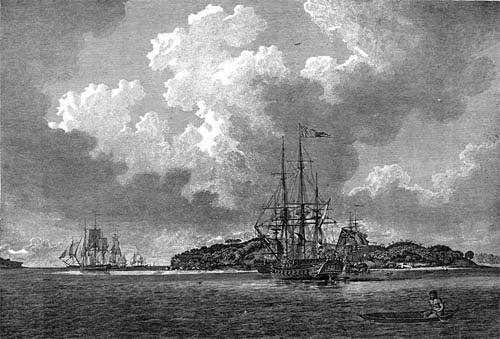
Gravure de Botany Bay à la fin du voyage en 1788, tiré de l'ouvrage The Voyage of Governor Phillip to Botany Bay. Le Sirius au premier plan ; un navire transportant les déportés sur la gauche.

- HMS Sirius, le navire amiral, 511 tonneaux
- HMS Supply (en)

Transports:
- Alexander (en)
- Charlotte (en), commandée par Thomas Gilbert.
- Friendship (en)
- Lady Penrhyn (en)
- Prince of Wales (en)
- Scarborough (en), commandée par John Marshall.

Cargos:
- Borrowdale (en)
- Fishburn (en)
- Golden Grove (en)

Des modèles réduits de tous les navires peuvent être vus au museum de Sydney.
Neuf ferries en service à Sydney ont été nommés en l'honneur de ces navires (les deux noms non utilisés sont Lady Penrhyn et Prince of Wales).

## Personnages principaux de laFirst Fleet
Officiers
- Augustus Alt (en), géomètre expert
- Richard Johnson, chapelain

Membres de l'équipage qui sont restés dans la colonie.
- Arthur Phillip, gouverneur
- Philip Gidley King, 2e lieutenant, plus tard lieutenant gouverneur de l'île Norfolk et 3e gouverneur de la colonie
- John Hunter, capitaine du Sirius, plus tard 2e gouverneur de la colonie
- Henry Lidgbird Ball (en), capitaine du Supply
- John White, médecin chef
- Thomas Arndell, médecin en second, plus tard colon
- William Balmain (en), médecin en second, plus tard médecin chef
- Arthur Bowes Smyth (en), médecin en second, auteur d'un journal publié
- Dennis Considen (en), médecin en second
- Thomas Jamison (en), médecin
- Henry Brewer, commis de Phillip, prévôt, administrateur
- Bosco Henry Hacking, colon, explorateur
- George Raper (en), aspirant, illustrateur

Officiers et sous-officiers de marine
- Major Robert Ross (en), commandant, plus tard lieutenant gouverneur de l'île Norfolk
- 2d lieutenant Ralph Clark (en), auteur d'un journal publié
- Capitaine David Collins, juge, plus tard commandant du premier établissement à Hobart
- Lieutenant William Dawes, ingénieur, géomètre expert, humanitaire
- Lieutenant George Johnston (en), plus tard commandant des Corps de la Nouvelle-Galles du Sud
- Capitaine Watkin Tench, auteur d'un journal publié[9].
- Lieutenant William Bradley (en), auteur d'un journal publié, peintre d'aquarelles
- Caporal William Tunks, agriculteur, propriétaire et membre des Corps de la Nouvelle-Galles du Sud

Bagnards
- Ann Inett, concubine de Philip Gidley King
- Margaret Dawson (en), concubine de William Balmain
- Esther Abrahams (en), femme de George Johnston
- Mary Bryant (née Mary Braund) et William Bryant, échappés de la colonie
- James Ruse (en), agriculteur, propriétaire
- John Baughan (en), charpentier, propriétaire d'un moulin, attaqué par Corps de la Nouvelle-Galles du Sud
- Jacob Bellett, propriétaire à l'île Norfolk et en Van Diemen's Land
- Matthew James Everingham, propriétaire
- Edward Garth et Susannah Gough/Garth, famille pionnière
- Nathaniel Lucas (en) et Olive Gascoigne, famille pionnière
- Henry Kable (en), constable, propriétaire (sujet du livre de Peter Bellamy, The Transports), et Susannah Holmes, sa femme
- John Caesar (en), Malgache, évadé (multi-récidiviste),
- Joshua Peck, propriétaire
- Charles Peat et Ann Mullins, famille pionnière
- Robert Sidaway (en), propriétaire d'un théâtre, propriétaire
- James Bloodworth (en), fabricant de briques et constructeur et sa femme Sarah Bellamy (en), famille pionnière
- Richard Morgan, armurier originaire de Bristol, dont la vie a inspiré le roman de Colleen Mc Cullough (L'espoir est une terre lointaine)